# 12478 Suzukiseiji
12478 Suzukiseiji este un asteroid din centura principală de asteroizi.

## Descriere
12478 Suzukiseiji este un asteroid din centura principală de asteroizi. A fost descoperit pe 7 martie 1997 la Nanyo de Tomimaru Okuni. Asteroidul prezintă o orbită caracterizată de o semiaxă mare de 2,35 ua, o excentricitate de 0,16 și o înclinație de 2,8° în raport cu ecliptica.